# Hansa-Brandenburg B.I
Hansa-Brandenburg B.I je bil neoborožen vojaški trenažer in izvidni dvokrilnik prve svetovne vojne, ki ga je primarno uporabljalo letalstvo Austro-Ogrske. V osnovi obstajata dva modela šibkejši: D z motorjem Benz Bz.II in močnejši: FD z motorjem Benz Bz.III. V Sloveniji ga je pred drugo svetovno vojno uporabljal Letalski center Maribor verzijo FD.

## Uporabniki
Avstro-Ogrska
- Avstro-ogrsko vojno letalstvo

 Češkoslovaška
 Poljska
 Kraljevina Jugoslavija
- Jugoslovansko kraljevo vojno letalstvo
- Letalski center Maribor (povojni)

## Specifikacije (Hansa-Brandenburg B.I varianta FD)
Splošne karakteristike
- Posadka: 1 pilot
- Število sedežev: 1 potnikov oz. opazovalec
- Dolžina: 8.46 m (27 ft 9 in)
- Razpon kril: 13.13 m (43 ft 1 in)
- Višina: 2.90 m (9 ft 6 in)
- Površina kril: 43.5 m2 (468 sq ft)
- Teža praznega letala: 760 kg (1680 lb)
- Maks. vzletna teža: 1060 kg (2340 lb)
- Pogon letala: 1 ×  6 valjni linijski motor vodno hlajen 14 litrski Benz Bz.III, 160 KM (120 kW)

 Zmogljivost 
- Maks. hitrost: 125 km/h (78 mph, 68 kn)
- Potovalna hitrost: 105 km/h (65 mph, 57 kn)
- Doseg: 300 km (190 mi, 160 nmi)
- Višina leta: 3200 m (10 500 ft)
- Hitrost vzpenjanja: 2,2 m/s (430 ft/min)